# Leptomastix africana
Leptomastix africana är en stekelart som beskrevs av Anga och John S. Noyes 1999. Leptomastix africana ingår i släktet Leptomastix och familjen sköldlussteklar. Inga underarter finns listade i Catalogue of Life.